# Ludovic Stawski
Ludovic Stawski (n. 1807 – d. 1887) a fost un pictor român de origine poloneză, stabilit la Iași în 1830. Împreună cu Ion Balomir a executat picturile murale la casele Roznovanu din Iași. Creația sa numără portrete de demnitari, miniaturi în acuarelă și peisaje panoramice („Panoramă a Iașilor”, 1842), atrăgătoare prin pozia naivă a imaginii.